# Герб Приуральского района
Герб Приуральского района Ямало-Ненецкого автономного округа

## Описание герба
«В рассеченном зеленью и лазурью (синим, голубым) поле золотая голова оленя, изображенная прямо, сопровождаемая вверху серебряным с усеченными углами бруском, а по бокам серебряными песцом и рыбой, опрокинутыми в стропило».

## Обоснование символики
Основной идеей герба района стали национальные промыслы — оленеводство, охота и рыболовство местного коренного населения, о чем говорят голова оленя, фигуры песца и рыбы.
Голова оленя и песец в зеленом поле герба символизируют богатую природу района. Зеленый цвет также символ надежды, благополучия и здоровья.
Голубой цвет и рыба показывают то, что, район расположен на берегах северных рек, богатой рыбой.
Голубой цвет символ искренности, красоты и добродетели; символ неба, высоты и глубины.
Серебряный брусок отражает богатства недр Полярного Урала.
Серебро в геральдике — символ простоты, совершенства, мудрости, благородства, мира, взаимосотрудничества и говорит о бескрайних северных просторах.
Золото — символ прочности, силы, великодушия, богатства и солнечного рассвета.
В гербе района языком геральдических символов гармонично отражены история становления района, его природные особенности и богатства, а также основной профиль деятельности местного населения и национальный колорит.
Авторы герба района: Николай Лаптандер (идея герба, п. Аксарка); Константин Моченов (геральдическая доработка герба, г. Химки); Роберт Маланичев (художник, г. Москва); Сергей Исаев (компьютерный дизайн, г. Москва).
Герб утвержден решением № 12 решением Районного собрания депутатов муниципального образования Приуральский район
от 23 апреля 1999 года и внесен в Государственный геральдический регистр Российской Федерации — № 489.